# Trockenbaumonteur
Der Trockenbaumonteur ist in Deutschland ein staatlich anerkannter Ausbildungsberuf nach Berufsbildungsgesetz und Handwerksordnung.

## Ausbildungsdauer und Struktur
Die Ausbildungsdauer zum Trockenbaumonteur beträgt in der Regel drei Jahre. Die Ausbildung erfolgt an den Lernorten Betrieb und Berufsschule. Der Beruf ist als Monoberuf ausgelegt und stellt die zweite Stufe der Stufenausbildung in der Bauwirtschaft dar. Er baut auf dem zweijährigen Ausbildungsberuf Ausbaufacharbeiter auf.

## Arbeitsgebiete
Trockenbaumonteure stellen Trockenbaukonstruktionen wie Montagewände, Verkofferungen und Schürzen her, montieren Deckenbekleidungen und beplanken Wand- und Deckenflächen. Trockenbaumonteure bereiten vor der Erstellung der Konstruktionen den Untergrund vor, bringen Untergrundkonstruktionen an und setzen anschließend Wände aus Gipswandbauplatten. Da bei diesen Arbeiten in der Regel kein Beton oder Putz verwendet wird, bauen sie Dämmstoffe für den Kälte-, Wärme-, Schall- und Brandschutz ein. Sie dichten Bauteile gegen nichtdrückendes Wasser ab und führen Instandhaltungs- und Sanierungsarbeiten durch.